# Pueri Cantores
La Fédération internationale des Pueri Cantores est une association internationale de fidèles de droit pontifical. Elle est fondée en 1944 par Fernand Maillet et les Petits Chanteurs à la croix de bois. Les Pueri Cantores sont les membres des chorales faisant partie de ses associations.

## Histoire
L'abbé Fernand Maillet, le directeur des Petits Chanteurs à la croix de bois, développe, autour de ses Croix de Bois, des manécanteries filiales d’abord en France puis dans le monde. Le premier rassemblement international a été organisé en 1947 à Paris.
La fédération internationale des Pueri Cantores est reconnue par Rome en 1951 et son siège social est au Vatican.
Elle dépend du dicastère pour les laïcs, la famille et la vie. Elle regroupe des chœurs de garçons, de filles, des chœurs mixtes avec parfois des adultes pour les voix d’hommes. On en compte environ 1000 à travers le monde représentant près de 40 000 chanteurs en 2022.

## Une représentation dans le monde
Les Pueri Cantores sont présents ou représentés dans 42 pays sur 4 continents. 
Pays membres: 25 fédérations :
- Afrique : Congo (RDC)
- Amériques : Brésil, Canada, Haïti, Mexique, États-Unis.
- Asie : Inde, Japon, Corée du sud, Sri Lanka.
- Europe : Autriche, Belgique, France, Allemagne, Irlande, Italie, Lettonie, Pays-bas, Pologne, Portugal, Espagne, Suède, Suisse, Royaume-uni

Pays correspondants : 18 fédérations dont certaines encore sans chœur :
- Afrique : Bénin, Burundi, Cameroun, Gabon, Rwanda.
- Amériques : Argentina, Bolivie, Chili, Colombie, Panama, Pérou, Venezuela.
- Asie : Liban.
- Europe: Danemark, Hongrie, Roumanie, Slovaquie, Slovénie.

Certains pays sont plus particulièrement représentés comme l’Allemagne, la France, les États Unis ou la Pologne.

## Liste des présidents depuis la création[5]

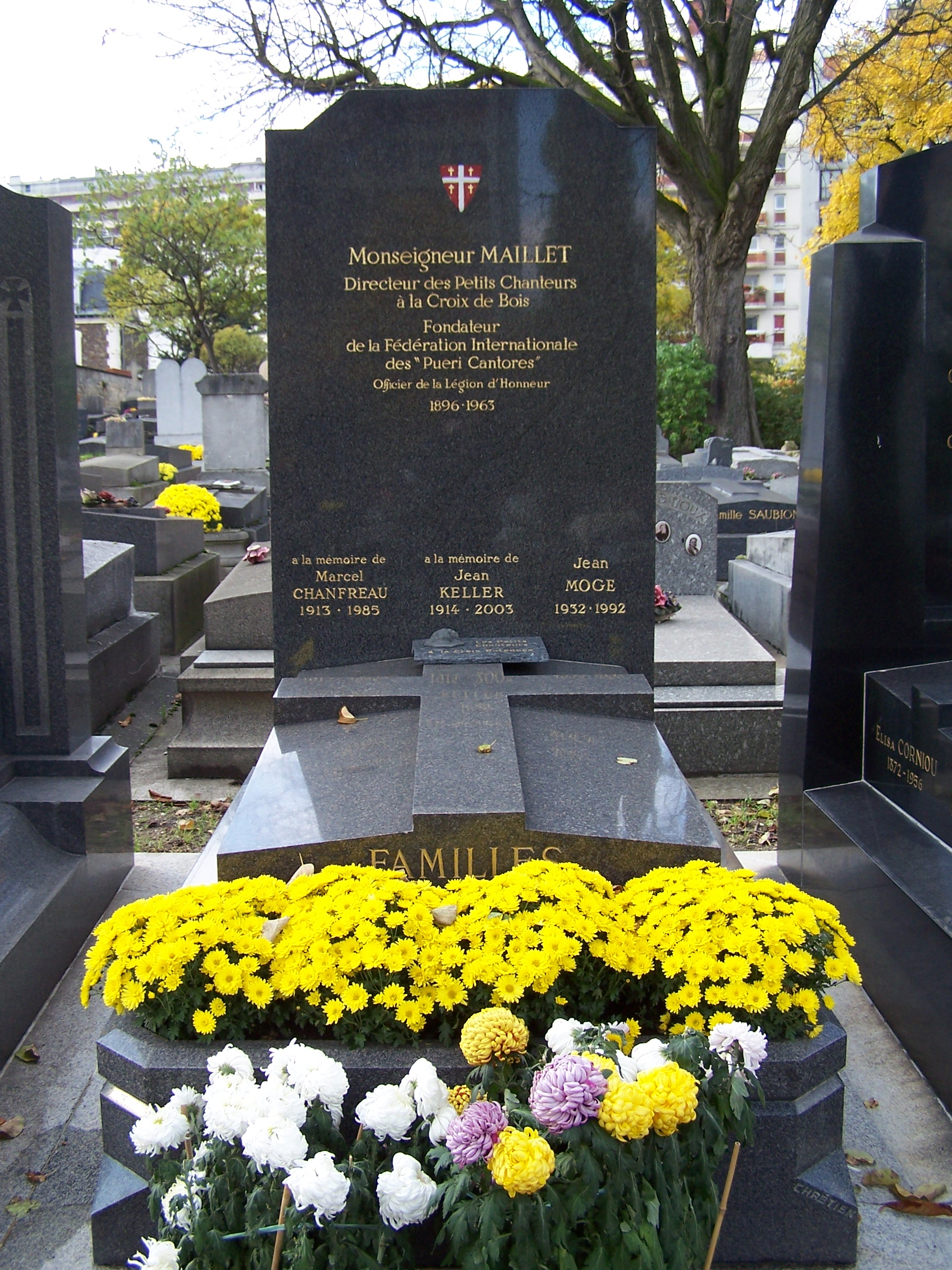
Sépulture de Fernand Maillet au cimetière de Belleville.

- 1944-1963 : Fernand Maillet ( France)
- 1963-1972 : Fiorenzo Romita (Italie)
- 1972-1984 : Joseph Roucairol (France)
- 1984-1992 : Siegfried Koesler (Allemagne)
- 1992-2000 : Wim Buys (Pays-Bas)
- 2000-2009 : Josep Maria Torrents (Espagne)
- 2009-2017 : Robert Tyrała (Pologne)
- Depuis 2017 : Jean Henric (France)